# Пол Рубенс
Пол Рубенфелд (енгл. Paul Rubenfeld; Пикскил, 27. августа 1952 — Лос Анђелес, 30. јул 2023), познатији као Пол Рубенс (енгл. Paul Reubens), био је амерички филмски и ТВ глумац, комичар, сценариста и редитељ. Најпознатији је по улози комичног лика Пи-ви Хермана.
Рубенс је дебитовао као Пи-ви Херман 1978. године. Овај лик се појавио у бројним играним филмовима, од којих је најпознатији био филм Пивијева велика авантура Тима Бартона из 1985. године. Од 1981-1988, Рубенс је режирао два телевизијска филма и шест епизода серије Пи-ви Херман.
Појавио се у неколико високобуџетних пројеката укључујући филмове Бафи убица вампира (1992), Ноћна мора пре Божића (1993), Тајанствени јунаци (1999), Бели прах (2001), Штрумпфови (2011), Штрумпфови 2 (2013) и Случајно заљубљени (2015), поред многих. Рубенс је касније почео да даје интервјуе као он сам, а не као Пи-ви, што је раније чинио. Рубенс је глумио и у бројним серијама као што су Марфи Браун, Телевизијска посла, Портландија и Црна листа.